# Liste antiker Ortsnamen und geographischer Bezeichnungen/Pl
| Lateinischer Name    | Griechischer Name           | Beschreibung              | Heute                                           | Quellen und Verweise | Lage |
| -------------------- | --------------------------- | ------------------------- | ----------------------------------------------- | -------------------- | ---- |
| Placentia            | Πλακεντία (Plakentia)       | Stadt in Gallia cispadana | Piacenza in der Emilia-Romagna                  | Smith;               |      |
| Placia               |                             |                           |                                                 | Smith;               |      |
| Placus               |                             |                           |                                                 | Smith;               |      |
| Plagiaria            |                             |                           |                                                 | Smith;               |      |
| Planaria Ins         |                             |                           |                                                 | Smith;               |      |
| Planasia             |                             |                           |                                                 | Smith;               |      |
| Planasia             |                             |                           |                                                 | Smith;               |      |
| Planesia             |                             |                           |                                                 | Smith;               |      |
| Plataea              | Πλάταια (Plataia)           | Stadt in Südböotien       | beim Dorf Platees, etwa 10 km südlich von Thiva | Smith;               |      |
| Plataea              |                             | siehe Plataea Insula      |                                                 |                      |      |
| Platamodes           |                             |                           |                                                 | Smith;               |      |
| Platanistas          |                             |                           |                                                 | Smith;               |      |
| Plataniston          |                             |                           |                                                 | Smith;               |      |
| Platanistus          |                             |                           |                                                 | Smith;               |      |
| Platanius            |                             |                           |                                                 | Smith;               |      |
| Platanus             | Πλατανοῦς (Platanous)       | Küstenstadt in Kilikien   |                                                 | Smith;               |      |
| Platanus             | Πλάτανος (Platanos)         | Stadt in Phönizien        | bei Aramun im Libanon                           | Smith;               |      |
| Platea Insula        |                             |                           |                                                 | Smith;               |      |
| Plavis               |                             |                           |                                                 | Smith;               |      |
| Plegerium            |                             |                           |                                                 | Smith;               |      |
| Plegra               |                             |                           |                                                 | Smith;               |      |
| Pleiae               |                             |                           |                                                 | Smith;               |      |
| Pleistus             |                             |                           |                                                 | Smith;               |      |
| Plemmyrium           |                             |                           |                                                 | Smith;               |      |
| Plera                |                             |                           |                                                 | Smith;               |      |
| Pleraei              |                             |                           |                                                 | Smith;               |      |
| Pleumoxii            |                             |                           |                                                 | Smith;               |      |
| Pleuron              | Πλευρών (Pleurōn)           | Stadt in Ätolien          |                                                 | Smith;               |      |
| Plinthine            |                             |                           |                                                 | Smith;               |      |
| Plinthineticus Sinus |                             |                           |                                                 | Smith;               |      |
| Plistia              |                             |                           |                                                 | Smith;               |      |
| Plistus              |                             |                           |                                                 | Smith;               |      |
| Plitendus            |                             |                           |                                                 | Smith;               |      |
| Plithana             |                             |                           |                                                 | Smith;               |      |
| Plotae Insulae       |                             |                           |                                                 | Smith;               |      |
| Plotheia             |                             |                           |                                                 | Smith;               |      |
| Plotinopolis         | Πλωτινόπολις (Plōtinopolis) | Stadt in Thrakien         |                                                 | Smith;               |      |
| Plumbaria            |                             |                           |                                                 | Smith;               |      |
| Pluvialia            |                             |                           |                                                 | Smith;               |      |
| Pluvina              |                             |                           |                                                 | Smith;               |      |